# Альберто Фонтанезі
Альбе́рто Фонтане́зі (італ. Alberto Fontanesi, нар. 10 березня 1929, Кастель-д'Аріо — пом. 1 квітня 2016, Трезігалло) — італійський футболіст, що грав на позиції нападника.
Виступав, зокрема, за «Лаціо» та «Удінезе», а також національну збірну Італії.

## Клубна кар'єра
У дорослому футболі дебютував 1949 року виступами за команду «Бонденезе» з Серії С.
Влітку 1950 року став гравцем клубу СПАЛ і в першому ж сезоні забив 16 голів у 33 матчах і допоміг команді виграти Серію Б та вийти в еліту італійського футболу. Там за Фонтанезі провів СПАЛ ще 72 матчі і забив 15 голів.
1953 року Фонтанезі перейшов до столичного «Лаціо», але в команді закріпитись не зумів, зігравши за два сезони лише 44 матчі в чемпіонаті.
Влітку 1955 року Альберто став гравцем «Удінезе», яке саме було відправлене до Серії Б через спортивне шахрайство. В першому ж сезоні Фонтанезі допоміг своїй команді повернутись в елітний дивізіон. Всього відіграв за команду з Удіне п'ять сезонів своєї ігрової кар'єри. Більшість часу, проведеного у складі «Удінезе», був основним гравцем атакувальної ланки команди.
Протягом 1960—1962 років захищав кольори «Верони» у Серії Б.
Завершив професійну ігрову кар'єру у клубі «Самбенедеттезе» з Серії Б, за який виступав протягом 1962/63 років.
Помер 1 квітня 2016 року на 88-му році життя у місті Трезігалло.

## Виступи за збірну
Дебютував в офіційних матчах у складі національної збірної Італії на Олімпійських іграх 1952 року в Гельсінкі, де зіграв в обох матчах своєї команди на турнірі. У першому матчі проти збірної США Фонтанезі забив один з голів італійців і допоміг розгромити суперника з рахунком 8:0, проте вже у другій грі італійці були биті угорцями 0:3 й покинули турнір.
26 жовтня 1952 року провів свій третій і останній матч у складі національної збірної Італії в товариській грі проти збірної Швеції, яка завершилась внічию 1:1. 

## Особисте життя
Мав молодшого брата Карло, який також був футболістом і грав за СПАЛ у Серії А.
| Дата       | Місто     | Господарі | Результат | Гості  | Турнір           | Голи | Примітки |
| ---------- | --------- | --------- | --------- | ------ | ---------------- | ---- | -------- |
| 16/07/1952 | Тампере   | США       | 0 – 8     | Італія | ОІ 1952          | 1    |          |
| 21/07/1952 | Гельсінкі | Угорщина  | 3 – 0     | Італія | ОІ 1952          | -    |          |
| 26/10/1952 | Стокгольм | Швеція    | 1 – 1     | Італія | товариський матч | -    |          |
| Усього     |           | Матчів    | 3         |        | Голів            | 1    |          |